# Qara Hülëgü
Qara Hülëgü, ook Qara Hülagü, Qara Hulegu, Qara Hulagu en dergelijke, (gest. 1252) was de tweede khan van het Khanaat van Chagatai. Hij was de zoon van Mö'etüken en de kleinzoon van Chagatai Khan. Dzjengis Khan was zijn overgrootvader. Qara Hülëgü regeerde van 1242 tot 1246 en daarna in 1252.
Na de dood van zijn grootvader Chagatai kwam Qara Hülëgü aan de macht over het Khanaat van Chagatai, grofweg het huidige Turkestan, waar hij de onderhorige was van de khagan Ögedei. Zowel Ögedei als Chagatai zagen wat in Qara Hülëgü als opvolger van Ögedei. Toen Güyük, de zoon van Ögedei, deze positie echter naar zich toe wist te trekken, onttroonde deze voor de zekerheid Qara Hülëgü. Tijdens deze periode van onttroning werd hij opgevolgd door zijn oom Yesu Möngke, die goede vrienden met Güyük was. Qara Hülëgü kwam pas weer aan de macht na de dood van Güyük, die opgevolgd werd door Mangu. Dit bereikte Qara Hülëgü door Mangu, die zijn oudoom was, te helpen met het rijk te zuiveren van aanhangers van het huis van Ögedei, waartoe ook Güyük had behoord.
Qara Hülëgü stierf echter voor hij de macht kon hernemen. Hij werd opgevolgd door zijn zoon Mubarak Shah.
Men moet Qara Hülëgü niet verwarren met zijn oudoom Hülëgü.